# Ернст Стренґ
Ернст Стренґ (нім. Ernst Streng, 21 січня 1942 — 27 березня 1993) — німецький велогонщик.
Олімпійський чемпіон 1964 року в командній гонці переслідування.